# Грицюк Дмитрій Сергійович
Дмитрій Сергійович Грицюк — лейтенант Збройних Сил України, учасник російсько-української війни, що загинув у ході російського вторгнення в Україну у 2022 році.

## Життєпис
Народився 16 грудня 1998 року в с. Сподобівці Шевченківського району Харківської області.
Військову освіту здобув в ХНУПС імені Івана Кожедуба. Проходив військову службу на посаді начальника відділення енергетичного забезпечення.
Загинув 24 лютого 2022 року в ході відбиття російського вторгнення в Україну поблизу м. Сватового на Луганщині.

## Нагороди
- орден «За мужність» III ступеня (2022, посмертно) — ''за особисту мужність і самовіддані дії, виявлені у захисті державного суверенітету та територіальної цілісності України, вірність військовій присязі.
- Медаль ,за оборону України (2023,посмертно )
- Присвоєно звання старший лейтенант (2023,посмертно)

## Вшанування пам'яті
Похований на кладовищі, в селі Сподобівка 